# DRK Schmerz-Zentrum Mainz

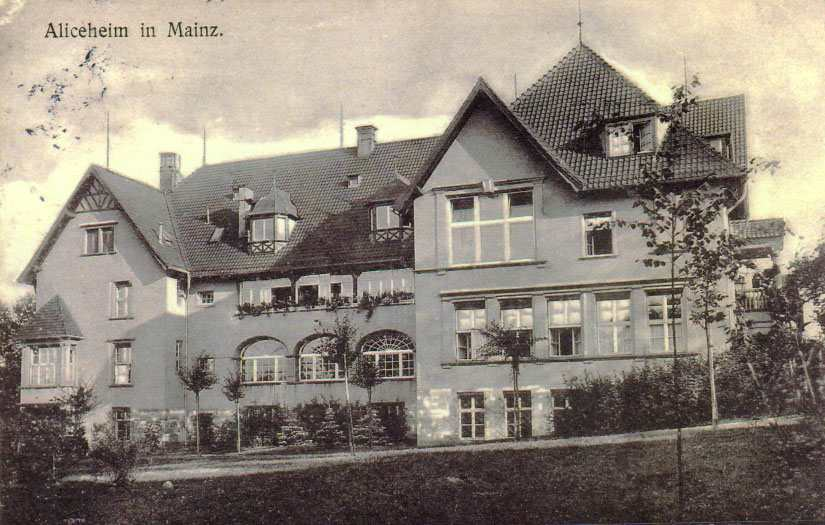
Aliceheim 1907

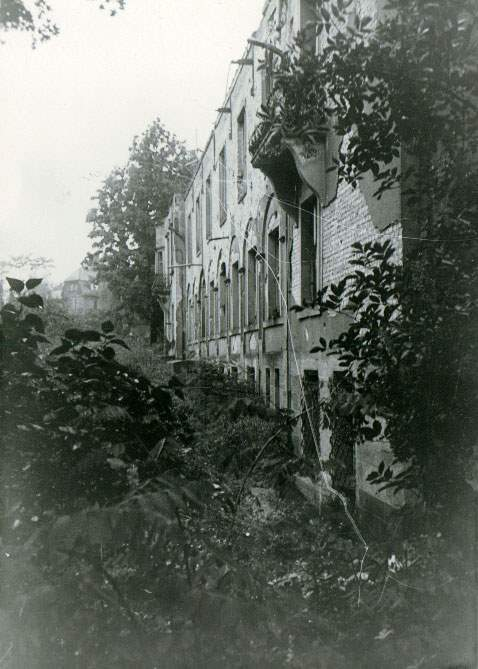
Rückseite Alice Hospital nach der Zerstörung 1945

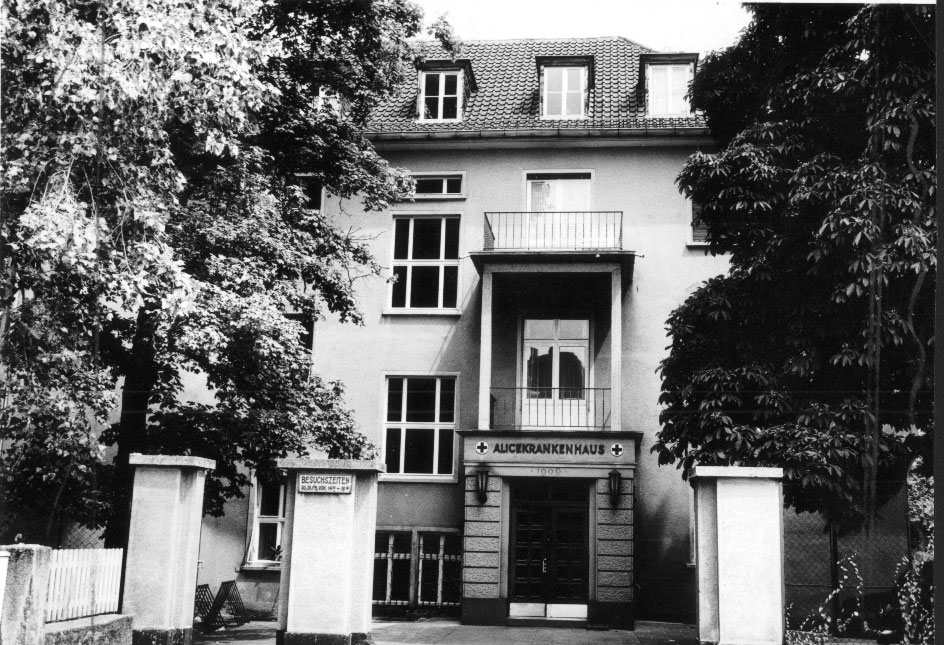
Alice Krankenhaus ehem. Haupteingang Südseite ca. 1953

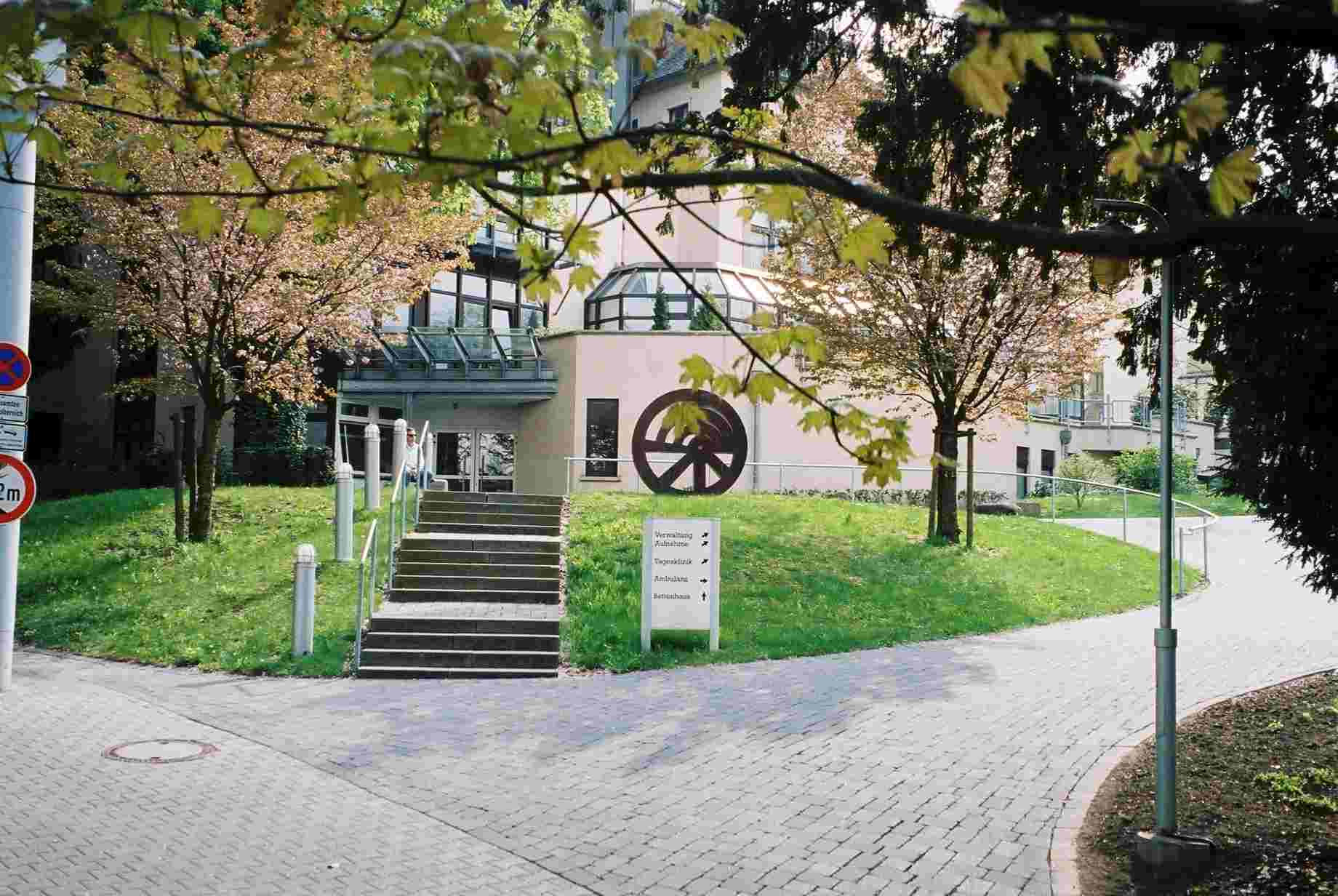
DRK Schmerz-Zentrum Mainz – heutiger Haupteingang

Das DRK Schmerz-Zentrum Mainz ist eine Spezialklinik zur Abklärung und Behandlung akuter und chronischer Schmerzen in Mainz. Mit 80 stationären Betten, 24 teilstationären Plätzen und einer Ambulanz mit  5.000 Patientenvorstellungen im Jahr gehört sie zu den größten Schmerzkliniken Europas.

## Geschichte
Alice, Prinzessin von Hessen und bei Rhein, angeregt durch ihre Landsfrau Florence Nightingale, wollte den Stand der weltlichen Krankenpflegerinnen anheben. Nach deren Erkenntnissen der Pflege ließen sie die Alice Schwestern unter dem Zeichen des Roten Kreuzes ausbilden. Nach der Gründung in Darmstadt wurde die Frau des Mainzer Bürgermeisters Franz Schott von ihr mit der Gründung des Mainzer Alice-Verbandes beauftragt und war die erste Präsidentin.
1897 wurde der Vertrag zwischen der Alice-Schwesternschaft und dem Kreisverein des roten Kreuzes über das Zusammenwirken im Kriegsfall geschlossen. Darüber hinaus wurde beschlossen, zusammen ein mit einem Krankenhaus verbundenen „Alice-Heim“ zu bauen. Die geplante Unterkunft stand ihnen in Friedenszeiten in Selbstverwaltung zur Verfügung, in Kriegszeiten mussten sie es zur Pflege Verletzter als Lazarett zur Verfügung stellen.
1907 wurde das Alice-Krankenhaus einschließlich einer Unterkunft für die Schwestern in der Mainzer Oberstadt eröffnet. Zwei Jahre später wurde die Schwesternschaft mit ihrem dem Deutschen Roten Kreuz gehörenden Krankenhaus Mitglied des Verbandes Deutscher Krankenpflegeanstalten vom Roten Kreuz. Der erste Chefarzt des Krankenhauses,  Julius Darapsky, leitete die Einrichtung rund ein Vierteljahrhundert. Er nahm die Erkenntnisse der psychosomatischen Medizin bereits vorweg und versuchte nicht nur durch Medikamente, sondern auch unter Berücksichtigung „seelischer Einflüsse“ zu heilen.  Theodor Müller trat seine Nachfolge 1932 an der Spitze von zwölf Belegärzten des Alice-Krankenhauses an.
1944 wurde das Krankenhaus teilweise bei einem Luftangriff zerstört. 1945, kurz vor seiner Wiedereröffnung, wurden sowohl die angrenzenden Gebäude als auch das Krankenhaus so stark zerstört, dass nur noch die Nutzung der Kellerräume als Notunterkünfte für die Schwestern möglich war. Beide Male leitete Theodor Müller den Wiederaufbau sowie später auch die Erweiterung der Einrichtung in die Wege. 1952 war das neue Alice-Krankenhaus als modernes Krankenhaus mit 100 Betten, zwei OP-Sälen, einem Kreißsaal, Röntgenanlage und anderen medizinischen Einrichtungen wieder aufgebaut. 29 Jahre später mussten die Alice-Schwestern das damalige Belegkrankenhaus wegen des allgemein steigenden Kostendrucks im Gesundheitswesen aufgeben.
Als DRK Schmerz-Zentrum und Modellklinik der Bundesregierung und des Landes Rheinland-Pfalz wurde das Krankenhaus unter der Trägerschaft des DRK-Landesverbandes Rheinland-Pfalz wenige Tage danach mit 80 Betten wiedereröffnet. Unter der Leitung von Hans Ulrich Gerbershagen wurde es von nun an eine Spezialklinik für akute und chronisch Schmerzkranke. Wenngleich die Klinik nicht mehr unter der Trägerschaft der Alice-Schwestern ist, so werden die Patienten doch nach wie vor von diesen gepflegt. 2001 wurde das Krankenhaus um die Tagesklinik unter der Leitung von Bernd Nagel erweitert. Zur Zeit liegt die Leitung des Krankenhauses bei Hans-Raimund Casser. Die Leitung des neurochirurgischen Bereichs übernahm 2010 Lukas Rößeler vom Chefarzt Dei Anang.

## Medizinische Abteilungen
Im DRK Schmerz-Zentrum Mainz arbeiten Ärzte und Therapeuten der Fachdisziplinen Anästhesie, Allgemeinmedizin, Neurologie, Neurochirurgie, Orthopädie, Psychotherapie, Sport- und Physiotherapie, Pflegetherapie und Sozialmedizin in allen Versorgungsebenen eng zusammen.

## Weiterbildung, Forschung und Lehre
- Spezielle Schmerztherapie (komplett)
- Physikalische Medizin und Rehabilitation
- Physikalische Therapie
- Neurologie
- Orthopädie
- Psychologische Psychotherapie

## Wissenschaftliche Zusammenarbeit
- Deutsche Schmerzgesellschaft
- Interdisziplinäre Gesellschaft für orthopädische, unfallchirurgische und allgemeine Schmerztherapie (IGOST)
- Mitglied der ANOA-Schmerzkliniken mit manualmedizinischer Expertise
- Deutsche Gesellschaft für Psychologische Schmerztherapie und -forschung (DGPSF)